# 豊饒の海
『豊饒の海』（ほうじょうのうみ）は、三島由紀夫の最後の長編小説。『浜松中納言物語』を典拠とした夢と転生の物語で、『春の雪』『奔馬』『暁の寺』『天人五衰』の全4巻から成る。最後に三島が目指した「世界解釈の小説」「究極の小説」である。予定より早い最終回で了となる最終巻の入稿日に三島は、陸上自衛隊市ヶ谷駐屯地で割腹自殺した（三島事件）。
第一巻は貴族の世界を舞台にした恋愛、第二巻は右翼的青年の行動、第三巻は唯識論を突き詰めようとする初老の男性とタイ王室の官能的美女との係わり、第四巻は認識に憑かれた少年と老人の対立が描かれている。構成は、20歳で死ぬ若者が、次の巻の主人公に輪廻転生してゆくという流れとなり、仏教の唯識思想、神道の一霊四魂説、能の「シテ」「ワキ」、春夏秋冬などの東洋の伝統を踏まえた作品世界となっている。また様々な「仄めかし」が散見され、読み方によって多様な解釈可能な、謎に満ちた作品でもある。
「豊饒の海」とは、月の海の一つである「Mare Foecunditatis」（ラテン語名）の和訳で、作中の「月修寺」のモデルとなった寺院は奈良市の「圓照寺」である。なお、最終巻の末尾と、三島の初刊行小説『花ざかりの森』の終り方との類似性がよく指摘されている。
※以下、三島自身の言葉の引用部は〈　〉にしています（他の作家や評者の論文からの引用部との区別のため）。

## 発表経過
文芸雑誌『新潮』に、先ず1965年（昭和40年）9月号から1967年（昭和42年）1月号にかけて『春の雪』が連載され、同年2月号から1968年（昭和43年）8月号にかけては『奔馬』、同年9月号から1970年（昭和45年）4月号にかけては『暁の寺』、同年7月号から1971年（昭和46年）1月号にかけては『天人五衰』が連載された。
単行本は、1969年（昭和44年）1月5日に『春の雪（豊饒の海・第一巻）』、同年2月25日に『奔馬（豊饒の海・第二巻）』、1970年（昭和45年）7月10日に『暁の寺（豊饒の海・第三巻）』、1971年（昭和46年）2月25日に『天人五衰（豊饒の海・第四巻）』が新潮社より刊行された。文庫版は各巻新潮文庫より刊行されている。
翻訳版は、『春の雪』『奔馬』は英米のMichael Gallagher訳（英題：Spring Snow、Runaway Horses）、イタリア（伊題：Neve di primavera、Cavalli in fuga）、『暁の寺』は英米のCecilia Segawa Seigle、D.E. Saunders訳（英題：Temple of Dawn）、イタリア（伊題：Il tempio dell'alba）、『天人五衰』は英米のエドワード・G・サイデンステッカー訳（英題：The Decay of the Angel）、イタリア（伊題：La decomposizione dell'angelo）をはじめ、世界各国で行われている。

## 作品成立・背景

### 執筆動機・構成
三島は1960年（昭和35年）頃から大長編を書きはじめなければならないと考え、19世紀以来の西欧の長編小説とは違う〈全く別の存在理由のある大長編〉、〈世界解釈の小説〉を目指して、『豊饒の海』を1965年（昭和40年）6月から書き始める。壮途半ばで作家人生を病で終えた高見順の死も執筆に拍車をかけたとし、その執筆動機を以下のように語っている。
そして、学習院時代の旧師の松尾聰の校注に成る『浜松中納言物語』に依拠した「夢と転生がすべての筋を運ぶ小説」を四巻の構成にし、〈王朝風の恋愛小説〉の第一巻は〈たわやめぶり（手弱女ぶり）〉あるいは〈和魂〉を、「激越な行動小説」の第二巻は〈ますらをぶり（益荒男ぶり）〉あるいは〈荒魂〉を、〈エキゾチックな色彩的な心理小説〉の第三巻は〈奇魂〉を、第四巻は〈それの書かれるべき時点の事象をふんだんに取込んだ追跡小説〉で〈幸魂〉へみちびかれてゆくものと三島は説明している。
ちなみに、1950年（昭和25年）の『禁色』の創作ノートにもすでに、〈螺旋状の長さ、永劫回帰、輪廻の長さ、小説の反歴史性、転生譚〉といった言葉が並び、『豊饒の海』を予告するような記載があり、初期作品の『花ざかりの森』『中世』『煙草』などにも「前世」への言及が見られ、もともと三島には早くから転生への関心を抱いていた傾向が見られる。
〈豊饒の海〉の題は「月の海」の名のラテン語の訳語であるが、三島は、作品完成前に有人ロケットの月面着陸が行われることに触れて、〈人類が月の荒涼たる実状に目ざめる時は、この小説の荒涼たる結末に接する時よりも早いにちがひない〉と述べ、題名は、〈月のカラカラな嘘の海を暗示した題で、強ひていへば、宇宙的虚無感と豊かな海のイメーヂとをダブらせたやうなもの〉で、禅語の〈時は海なり〉の意味もあると説明している。
三島は、論理も体系もない芸術の宿命や限界に、大きな哲学の論理構造を持つ大乗仏教の唯識の思想のような〈人間を一歩一歩狂気に引きずりこむような、そういう哲学体系〉を小説の中に反映させた長編を書き出したと述べ、第二巻の連載中には、汎神論のような宗教の世界像のようなものを、〈文学であれができたらなあ〉という願望を示しながら以下のように語っている。
また、プルーストも『失われた時を求めて』を書くことで、〈現実を終わらせようとした〉とし、その理由を以下のように三島は述べている。
こういった三島の創作動機を松本徹は、「小説」というものが出現して以来の、最長時間かつ国境を越えた広大な空間に展開させ、「この人間世界全体」を可能な限り覆い尽くし、その成り立ちと意味を解き明かして、「小説なるものの存立の意味を示す」という「究極の小説」を三島が目指し、さらに「日本語として全きもの」を企図したと解説している。

### 構想の変化
『豊饒の海』の「創作ノート」は23冊あるが、ごく初期の大まかな構想では「五巻」構成で、第一巻は〈夭折した天才の物語――芥川家モチーフ〉とあり、主人公を芥川龍之介のイメージにして、その長男次男らも想定に入れ、第二巻は〈行動家の物語――北一輝モチーフ、神兵隊事件のモチーフ〉、第三巻は〈女の物語――恋と官能―好色一代女〉、第四巻は〈外国の転生の物語〉、第五巻は〈転生と同時存在と二重人格とドッペルゲンゲルの物語――人類の普遍的相、人間性の相対主義、人間性の仮装舞踏会〉というものだった。
その後は「四巻」構成に変更され、第一巻『春の雪』は〈明治末年の西郷家と皇族の妃殿下候補との恋愛〉（実際にあったことではなく三島のアイデアではないかという推察もあるが、村松剛は女子学習院の関係者から実際に噂を耳にしたことのある恋愛事件だったと述べている）で、西郷隆盛の実弟・西郷従道の一家が〈松枝家〉のモデルの一部となり、従道の次男・従徳の妻の実家である岩倉家（従道の息女・桜子の婚家でもある）が〈綾倉伯爵家〉のモデルの一部となる構想で固まり、第二巻『奔馬』は血盟団事件が題材となる。第三巻（五巻構成時の三巻と四巻の合体）は、〈タイの王室の女or戦後の女〉が死なずに生き延びて〈60歳になつた男と結婚し、子を生む〉とあり、その後の構想では、姫が〈聡子or第二巻の女とよく似た女とlesbian Love〉となり、本多は清顕の生まれ変わりの姫に恋するが〈レズビアン・ラブの失恋〉をするという流れに変化する。
また第三巻『暁の寺』執筆の期間、三島は「楯の会」と共に1969年（昭和44年）10月21日の国際反戦デーのデモの鎮圧のため、自衛隊の治安出動直前の斬り込み隊として討死する可能性を見ていたため、第三巻は「未完」になるとも考えていた。この時期に三島は川端康成宛てに、自分の身にもしものことがあった場合の〈死後の家族の名誉〉を護ってもらいたいという内容の手紙を送っている。しかし自衛隊の治安出動はなされずに憲法9条改正の期待は潰え、「楯の会」の存在意義が見失われてしまった。三島は、『暁の寺』を脱稿した時の気持ちを〈いひしれぬ不快〉と述べ、その完成によって〈それまで浮遊してゐた二種の現実は確定せられ、一つの作品世界が完結し閉ぢられると共に、それまでの作品外の現実はすべてこの瞬間に紙屑になつた〉とし、以下のように語っている。
第四巻『天人五衰』は、実際に発表された作品と、創作ノートで検討されていたものと大きな隔たりがあるが、これは事前に構成をはっきりと固めずに、終結部分を不確定の未来に委ねていたためで、何度も構想を練り直している。一番初めの具体的な案は以下のようなものであった。
これに関連する第四巻の構想では、本多が転生者を探すために新聞の人探し欄や私立探偵を使うなどし、聡子から手紙で〈何を探してをられる？〉と問われ、聡子を訪問した後に病に倒れて入院し、転生者の黒子がある若い〈電工の死〉（転落死）を窓越しに見て臨終を迎える大団円のプランが看取されている。1968年（昭和43年）のインタビューでも、〈ドス・パソスの有名な「U・S・A」みたいに、その時点の日本の現状にあるものをみなブチ込んで、アバンギャルド的なものにするつもりだ〉と三島は述べている。この〈若い電工〉という転生者の死が本多に救済をもたらすという構想は、第三巻の完成の〈いひしれぬ不快〉の後でも基本的には変わらなかったが、しかしその後第四巻の主題は〈悪の研究〉と変更され、〈天使の如く〉であった〈少年〉が、〈悪魔のやうな少年〉に変更されてゆく。
また当初、第四巻の完結は1971年（昭和46年）末になるであろうと三島は述べていたが、実際の掲載終了は三島の自死（三島事件）により当初の予定よりも約1年余り早まった。1970年（昭和45年）3月頃、三島は村松剛に、「『豊饒の海』第四巻の構想をすっかり変えなくてはならなくなった」と洩らしていたとされる。なお、〈天人五衰〉の前に予定されていた第四巻の題名は〈月蝕〉だった。

### 主題・作品意義
最終巻の執筆が概ね出来上がっていた1970年（昭和45年）9月の時点で三島は、第三巻以降への流れについて、現世の人間が〈これが極致だ〉と思考したことが、第三巻で〈空観、空〉の方へ溶け込まされるとし、その〈残念無念〉の感覚を設定するには、第一巻と第二巻を戦前に設定させて、第三巻で一度〈空〉が生じ、〈それからあとはもう全部、現実世界というのはヒビが入ってしまう〉流れとなり、それが次元は違うが、〈現実世界の崩壊〉を〈戦後世界の空白〉のメタファとなると語っている。
そして三島は〈空を支える情熱〉は、信仰以外にはないとしつつ、信仰者や信仰になったら小説ではなくなるので、第四巻の主人公を〈悪魔的〉にし、〈空を支えるのが、空観という形で、悪魔の仕業のように考える〉方法にしたと説明している。
また同時期に、〈第四巻の幸魂は、甚だアイロニカルな幸魂で、悪（自意識の悪）が主題ですが、最後の本多の心境は、あるひは幸魂に近づいてゐるかもしれません。（中略）この全巻を外国の読者に読んでもらふとき、はじめて僕は一人の小説家とみとめられるであらうと、それだけがたのしみです〉とドナルド・キーン宛てに三島は説明している。
自死の一週間前には、『豊饒の海』の主題と終局について三島は以下のように語っている。
ちなみに、恩師の清水文雄宛てへの最後の書簡では、〈小生にとつては、これが終ることが世界の終りに他ならない〉とし、以下のように述べている。

## 第一巻・春の雪
執筆期間は1965年（昭和40年）6月から1966年（昭和41年）11月まで。
モデルとなる寺の取材のため、三島が初めて奈良県の圓照寺に行った日は1965年（昭和40年）2月26日である。松枝侯爵邸のモデル（環境および建築としての邸のモデル）は、西郷従道の邸宅で、この洋風建築は博物館明治村に保存されている。
この邸宅をモデルにしたのは、西郷家の誰かと皇族の妃殿下候補が恋愛した事件の噂が実際にあったことも三島の興味をそそったのではないかと推察されており、三島のノートには尼寺の林丘寺に関する聞き書きの記述もある。
松枝家の別邸として登場する「終南別業」（王摩詰の詩の題をとって号した）は、旧加賀藩主・前田本家第16代目当主・前田利為侯爵家の広壮な別邸をモデルとしている。加賀藩・前田家は、三島の祖父・橋健三、曽祖父・橋健堂が代々仕えた家である。綾倉聡子のモデルとしては北白川祥子#その他を参照。
三島は『春の雪』において、〈会話のはしばしにまで、古い上流階級の言葉の再現〉をしたとし、〈あと十年もたてば、これらの言葉は全くの死語となるであらう〉と述べ、『春の雪』は、〈『花ざかりの森』や『盗賊』の系列の延長線上にあるもの〉としている。

### あらすじ
時代は明治末から1914年（大正3年）早春まで。
勲功華族たる松枝侯爵の令息・松枝清顕は、出生時から貴族であることが約束され何不自由ない生活を送っていたが、流れるままの生活に何か蟠りを抱えていた。清顕は幼い頃に、堂上華族の綾倉家に預けられていた。本物の華族の優雅を身につけさせようという父の意向であった。
綾倉家の一人娘・綾倉聡子は清顕より2歳年上で何をやっても優れた優雅な令嬢である。そんな幼馴染の聡子は初恋のようでもあり、姉弟のように育てられた特別な存在であったが、自尊心の強い繊細な18歳の清顕にとって聡子は、うとましくも感じられる複雑な存在であった。聡子もいつからか清顕を恋い慕うようになっていたが、清顕は些細なことで聡子に子供扱いされたと思い、自尊心を傷つけられ、突き放したような態度をとるようになる。聡子は失望して洞院宮治典王殿下と婚約するが、清顕は、父が聡子の縁談話を話題にしても、早く嫁に行った方がよいという冷めた態度であった。しかし聡子は、清顕の想像を超えて清顕のことを深く愛していたのである。
いよいよ、洞院宮治典王殿下との婚姻の勅許が発せられた。清顕の中でにわかに聡子への恋情が高まってくる。皇族の婚約者となったことで聡子との恋が禁断と化したことから、日常生活からの脱却を夢見る清顕は、聡子付きの女中・蓼科を脅迫し、聡子と逢瀬を重ねることを要求し、聡子もこれを受け入れる。親友・本多繁邦の協力もあり密会は重ねられ、聡子は妊娠してしまう。中絶を聡子から拒否された蓼科が自殺未遂したことにより、清顕と聡子の関係が両家に知れ渡った。聡子は大阪の松枝侯爵の知り合いの医師の元で堕胎をさせられ、そのまま奈良の門跡寺院「月修寺」で自ら髪を下ろし出家する。洞院宮治典王殿下との婚姻は聡子の精神疾患を理由に取り下げを願い出た。
清顕は聡子に一目会おうと春の雪の降る2月26日に月修寺に行くが門前払いで会えない。なおも清顕は聡子との面会を希望するが、聡子は拒絶する。そして、雪中で待ち続けたことが原因で肺炎をこじらせ、20歳の若さで亡くなる直前に、清顕は親友・本多繁邦に、「又、会ふぜ。きつと会ふ。滝の下で」と言い、転生しての再会を約束する。

### 登場人物
松枝清顕（18 - 20歳）
第一巻の主人公。学習院高等科学生。松枝侯爵家の一人息子。祖父は明治維新の功臣。幼少期には堂上貴族の綾倉家に行儀見習いとして預けられていた。「又、会ふぜ。きつと会ふ。滝の下で」と本多に言い残し、20歳で夭折。
綾倉聡子（20 - 22歳）
羽林家綾倉伯爵家の一人娘。かつては清顕と姉弟のように育った。清顕より2歳年上。のちに月修寺に出家する。
本多繁邦（18 - 20歳）
清顕の親友で同級生。判事の父を持ち、法律の勉強をしている。清顕と聡子の逢引の手助けをする。全巻にわたって登場し、主人公の転生に居合わせる副主人公、あるいは主人公。このシリーズ全体のキーパーソン。
松枝侯爵（41 - 43歳くらい）
清顕の父。新華族となり、由緒ある華族の綾倉家の雅にあこがれる。豪放な性格。
松枝侯爵夫人・都志子
清顕の母。現実的で鈍感な心性。
月修寺門跡（老年）
聡子の大伯母。松枝邸庭園の滝口で死んでいた黒犬を弔う。のちに出家を希望する聡子を迎え入れる。
松枝侯爵の母（老年）
清顕の祖母。邸内の離れに住んでいる。聡子を妊娠させた清顕に、宮様の許婚を孕ましたとは天晴れだね、さすが清顕はお祖父様の孫だ、と褒める。
みね
松枝家の女中。松枝侯爵のお手つき。尻軽で朗らかな娘。のちに暇を出され飯沼茂之と夫婦となる。
飯沼茂之（23 - 24歳）
松枝家の清顕付きの書生。清顕と蓼科に、女中・みねとの仲をとりもってもらったのと交換に、清顕の腹心となる。みねとの仲が侯爵に漏れ、松枝家を出てのちに女中・みねと夫婦となる。
蓼科（62 - 64歳）
綾倉家に仕える老女。聡子付き女中。清顕と聡子の逢引の手助けをする。過去に主人の綾倉伊文伯爵と関係を持ったことがある。
綾倉伊文伯爵
聡子の父。怪我や病気を極端に恐れる潔癖症。かつて松枝侯爵から無意識で言われたはずかしめに傷つき、松枝侯爵の紹介した縁組に聡子を処女で嫁がせるなと蓼科に命じていた。
綾倉伯爵夫人
聡子の母。
パッタナディド殿下（ジャオ・ピー）（18 - 19歳）
シャムの王子。ラーマ5世の息子。日本に留学し、学習院に遊学する。いとこのクリッサダ殿下（クリ）の妹・月光姫が恋人。姫の餞別のエメラルドの指環を学習院寮で無くしてしまう。クリ・清顕・本多と鎌倉（松枝家の別荘。モデルの家は現・鎌倉文学館）で夏を過ごす。姫が死んだという知らせを受け、予定を切り上げて帰国する。
クリッサダ殿下（クリ）（18 - 19歳）
パッタナディド殿下のいとこ。ラーマ4世の孫。同い年のパッタナディド殿下と一緒に日本に留学する。妹は月光姫。妹の死を知り帰国する。
洞院宮治典王（25 - 26歳）
皇族。近衛騎兵大尉。勇武を好む。聡子と婚約し、婚姻の勅許が下りる。聡子より4歳年上。
新河男爵（34歳）
豪商。薩長政府と持ちつ持たれつの仲。日本の風習を嘲笑し、英国流を旨とする。
新河男爵夫人
新しもの好きで、夫に習い英国流の新しい思想を旨とするが思想的なことは何一つわからぬ夫人。

### おもな刊行本
- 『春の雪（豊饒の海・第一巻）』（新潮社、1969年1月5日） NCID BN04808298
  - 装幀：村上芳正。布装（紫絹装）。貼函。金色帯。269頁。帯（裏）に川端康成、北杜夫による作品評。
  - ※ 私家限定本（総革装。天金。見返しマーブル紙使用）4部あり。
  - ※ 奥付での印刷・発行日表記が、前年の「昭和43年10月25日印刷/昭和43年10月30日発行」となっているものが小部数あり。
- 文庫版『春の雪（豊饒の海・第一巻）』（新潮文庫、1977年7月30日。改版2002年10月15日。新版2020年11月）
  - カバー装幀：池田浩彰。解説：佐伯彰一。新版解説：小池真理子
  - ※ 改版2002年より、カバー改装：新潮社装幀室
- 新装版『春の雪（豊饒の海〈一〉）』（新潮社、1990年9月10日）
  - 装幀：菊地信義。紙装。筒函。函（裏）にヴィクター・ハウズ、トマス・ラスク、柄谷行人による作品評。
- 英文版『Spring Snow―The Sea of Fertility』（訳：Michael Gallagher）（Knopf、1971年。他多数）

### 音声資料
- 『春の雪』（ポニー・カセット文庫、1970年5月） - カセットブック
  - カセットテープ5巻。布装函。外函。ブックレット：無署名「はじめに」掲載。挿絵：安岡旦
  - 脚色：鈴木俊平。音楽：木下忠司。録音：伊予部富治。制作：清水邦行。製作：ニッポン放送
  - 出演：平幹二朗、佐久間良子、緋多景子
  - ※1970年（昭和45年）3月29日にニッポン放送第一スタジオで録音。
- 『春の雪』（ビクター、1973年5月） - 舞台録音
  - LP盤2枚。ジャケット。ブックレット：川口松太郎「初心に帰る春の雪」。尾崎宏次「『春の雪』の周辺」。戌井市郎「『春の雪』の舞台」掲載。
  - 監修：川口松太郎、戌井市郎。レコーディング・ディレクター：福田千秋。ミキサー：寺尾寿章。舞台写真：吉田千秋。アルバムデザイン：窪田啓二郎。シンボルマーク：杉山寧
  - ※1973年（昭和48年）1月23日に日生劇場で行われた「三島由紀夫作品連続公演 II」を録音したもの。

## 第二巻・奔馬
執筆期間は1966年（昭和41年）12月から1968年（昭和43年）6月まで。
『奔馬』の題材は、昭和初期に起こった血盟団事件をヒントにしている。三島は取材のため1966年（昭和41年）8月に奈良県の大神神社と、熊本県の新開皇大神宮、桜山神社を訪れている。
作中で勲が愛読している『神風連史話』は、三島の作中作品で架空の歴史書であるが、福本日南の『清教徒神風連』や石原醜男の『神風連血涙史』などが元になっている。『奔馬』について三島は、〈『英霊の聲』や『剣』の集大成〉だとし、〈これを読めば本当の僕がわかってもらえるだろう〉と語っている。

### あらすじ
時代は1932年（昭和7年）5月から1933年（昭和8年）年末まで。
聡子と最後に会うことなく清顕が死んでから18年。彼の親友であった38歳の本多繁邦は、大阪控訴院（高等裁判所に相当）判事になっていた。6月16日、本多は頼まれて見に行った大神神社の剣道試合で、竹刀の構えに乱れのない一人の若者に目がとまった。彼は飯沼勲という名で、かつて清顕付きの書生だった飯沼茂之の息子で18歳だった。試合後、本多は宮司の特別な許可を得て、禰宜の案内で禁足地の三輪山山頂の磐座へ参拝する。摂社の狭井神社でお祓いを済ませた後，御山の登り口にて野生の笹百合を見て、率川神社の三枝祭を想起する。山頂の沖津磐座と高宮神社に至る禁足地の山中で三光の滝で勲に出くわし、彼の脇腹に清顕と同じく3つの黒子があるのを発見する。本多は死に際の清顕の言葉を思い出し慄然とする。翌日の三枝祭の巫女の舞と百合を前に「これほど美しい神事は見たことがなかった。」という思いと前日の剣道の試合との混淆を体験するに至る。
本多は勲から、愛読しているという『神風連史話』を渡される。勲はその精神を以て有志達と「純粋な結社」を結成、決死の何事かを成し遂げようとしていた。勲は政界財界華族の腐敗を憤り、仲間と共に剣によってこの国を浄化しようと考えていたのだった。陸軍の堀中尉とも近づき、洞院宮治典王殿下にも謁見した。軍の協力に期待がもて仲間も増えるが、勲は、父の主宰する右翼塾「靖献塾」にいる佐和から、財界の黒幕・蔵原武介だけはやめろと忠告される。塾が蔵原絡みの金で経営されているのをほのめかされ、勲は自分の純粋の行為の目的が汚されたと感じる。佐和は、蔵原は自分が退塾して刺すか、もし勲がやるならば自分も同志に入れてくれと言う。自分が加われば塾に傷がつかず上手くやれると言うが、勲は何も計画していないと嘘で切り抜ける。
本多は勲の父・飯沼に誘われ山梨県梁川での錬成会にやって来たが、そこで勲の荒魂を鎮めようとする白衣の男たちを見る。勲は、「お前は荒ぶる神だ。それにちがひない」と父に言われる。そして、その光景は清顕の夢日記に描かれていた光景そのものだった。本多は勲が清顕の生まれ変わりであるという確信を深める。
堀中尉が満州へ転属になり、勲の仲間は減るが、財界要人の刺殺計画は佐和を同志に加え秘密裡に練られていた。ところがどこからか計画は漏れ、勲たちは実行前に逮捕されてしまう。本多は急遽、判事を辞して弁護士となり勲を救う決意をする。本多の弁護により、勲たちは1年近い裁判の末、刑を免除するという判決を受けて釈放される。勲は警察へ密告したのが父だったと知っても驚かないが、父に知らせたのが恋人の鬼頭槇子だと佐和から聞かされて茫然とする。酔った勲が、うわ言で「ずつと南だ。ずつと暑い。……南の国の薔薇の光りの中で。……」と言うのを本多は聞く。
12月15日、蔵原武介は伊勢に遊んで松阪牛を喰べた翌朝、知事と共に伊勢神宮内宮を参拝する。玉串と二脚の床几が用意され別格の扱いを受けるが、玉串を尻に敷く涜神を犯したことを勲は知る。12月29日、勲は姿をくらまし、短刀を携えて伊豆山に向かう。そして、蔵原の別荘に忍び込み「伊勢神宮で犯した不敬の神罰を受けろ」と言い殺害する。追手を逃れ、勲は夜の海を前にした崖で鮮烈な切腹自決を遂げる。第二巻は「正に刀を腹へ突き立てた瞬間、日輪は瞼の裏に赫奕と昇った。」と締めくくられる。

### 登場人物
飯沼勲（18 - 19歳）
第二巻の主人公。國學院大學予科学生。剣道3段。昭和の神風連たらんと行動をおこす。滝の下で本多と会う。清顕と同じく脇腹に3つの黒子がある。満20歳の年を目前に切腹する。
本多繁邦（38 - 39歳）
大阪控訴院判事となる。後に退職して勲のために弁護士になる。
本多梨枝
本多の妻。つつましい性格。夫婦に子供はいない。
飯沼茂之（43 - 44歳）
勲の父。書生を辞め松枝家を出た後、みねと夫婦になり、右翼団体「靖献塾」の塾長となっている。
飯沼みね
勲の母。かつては松枝家の女中だった。中年肥りしている。6年前に塾生の一人と浮気し、夫に打たれ入院したことがある。
鬼頭謙輔
陸軍中将。名高い歌人。鬼頭家と飯沼家は家族ぐるみの付き合いがある。
鬼頭槇子（32、3歳）
鬼頭中将の娘で、当人も歌人。勲の恋人。離婚経験者。実在の歌人・斎藤史がモデルではないかという推察もあるが、それに異を唱える意見もある。
堀中尉（26、7歳くらい）
陸軍歩兵中尉。清顕と聡子が最初に密会した下宿屋・北崎に住んでいる。
洞院宮治典王（44 - 45歳）
山口で聯隊長をしている。剛毅な宮様軍人。
佐和（40 - 41歳）
靖献塾の年長塾員。世事に長けている。勲の理解者だが、一筋縄ではいかない人物。
井筒、相良（18 - 19歳）
勲の学友。要人刺殺計画の仲間。
蔵原武介
資本家。財界の黒幕。辺幅を飾らない人柄で愛嬌がある。伊豆山の蜜柑畑に別荘を持つ。
新河亨（新河男爵）（53 - 54歳）
軽井沢に広大な別荘を持つ豪商。日本の風習を嘲笑する。右翼に狙われブラックリストに載る。勲の暗殺計画にも名前が上がり、刺殺する担当は勲であった。
新河男爵夫人・訽子
自分たちを野蛮な国（日本）に滞在している白い肌の文明人と思い、ロンドンに「帰り」たがっている。
松枝侯爵（61歳くらい）
清顕の父。実権がなくなり、新河男爵家の別荘に集まる客の中で、唯一右翼に狙われない。
真杉海堂
神道家。平田派国学者、国粋主義者。山梨県に道場を持つ。
北崎玲吉（79歳）
北崎下宿屋の亭主。勲の裁判における証人。
山尾綱紀
『神風連史話』の著者。

### おもな刊行本
- 『奔馬（豊饒の海・第二巻）』（新潮社、1969年2月25日） NCID BN01612110
  - 装幀：村上芳正。布装（黒絹装）。貼函。銀色帯。402頁。帯（裏）に川端康成による作品評。
  - ※ カバーの墨跡は、神風連の加屋霽堅の書より。
  - ※ 私家限定本（総革装。天金。見返しマーブル紙使用）4部あり。
- 文庫版『奔馬（豊饒の海・第二巻）』（新潮文庫、1977年8月30日。改版2002年12月5日）
  - カバー装幀：池田浩彰。解説：村松剛
  - ※ 改版2002年より、カバー改装：新潮社装幀室
- 新装版『奔馬（豊饒の海〈二〉）』（新潮社、1990年9月10日）
  - 装幀：菊地信義。紙装。筒函。函（裏）にフランツ・ブンダース、野口武彦による作品評。
- 英文版『Runaway Horses―The Sea of Fertility』（訳：Michael Gallagher）（Tuttle、1973年1月。他多数）

## 第三巻・暁の寺
執筆期間は第一部が1968年（昭和43年）7月から1969年（昭和44年）4月までで、第二部は1970年（昭和45年）2月まで。
『暁の寺』の取材のため、三島はインドとバンコクに行くが、ガンジス川のベナレスを見て、〈インドでは宗教が生きています。あれだけ宗教がナマナマしく生きてゐる国は見たことがありませんね〉と語っている。
ジン・ジャンのモデルには、タイからの留学生で22歳の東大経済学部に学んでいたスワンチットという美人学生を留学生会館で小島千加子（雑誌『新潮』の三島担当編集者）の協力によって選び、一度三島邸で面会したものの、その後に一晩東京の街で会う約束をすっぽかされたまま、彼女が帰国してしまったために作品の内容もそれに沿ったものに変更されていったという。また、ドイツ文学者・今西康のモデルは澁澤龍彦で、久松慶子のモデルは朝吹登水子と白洲正子を足して二で割ったものだと三島は小島に語ったという。
標題の『暁の寺』は、バンコクにあるワット・アルンラーチャワラーラームから来ている。

### あらすじ
第一部 - 時代は1941年（昭和16年）から終戦の1945年（昭和20年）まで。
47歳の本多は訴訟の仕事で、かつて清顕と親交のあったシャム（タイ）の王子と、そのいとこの故郷であるバンコクに来ていた。そこで彼は、日本人の生まれ変わりであると主張する7歳の王女・月光姫（ジン・ジャン）と出会う。月光姫は本多を見ると懐かしがり、黙って死んだお詫びがしたいと言った。彼女は勲が逮捕された日付も、清顕と松枝邸の庭園で門跡に会った年月も正確に答え、明らかに生まれ変わりを証明していたが、後日の姫とのピクニックでは、脇腹に黒子はなかった。それから本多はインドへ旅行し、そこで深遠な体験をする。そして、インドの土産を月光姫に献上し、本多にすがって泣く姫との別れを惜しみながら日本へ帰国する。帰国2、3日後、日本とアメリカとの戦争が始まる。
インドの体験と親友の生まれ変わりに触発され、仏教の輪廻転生、唯識の世界にも足を踏み入れた本多は、戦争中、様々な宗教書を読みあさり研究に没頭する。ある日、仕事の用件のついでに松枝邸跡に足をのばしてみると、そこは焼跡になっていたが、偶然にも老いさらばえた蓼科に会う。本多は聡子に会いたいと思ったが戦局のきびしさでままならなかった。
第二部 - 時代は終戦後の1952年（昭和27年）と、15年後の1967年（昭和42年）。
58歳の本多は戦後、土地所有権を巡る裁判の弁護の成功報酬で多額の金を得て、富士の見える御殿場に土地を買い別荘を建てた。隣人には久松慶子という50歳前の有閑婦人がいて、本多の友人となる。別荘の客には他に、かつて勲と恋仲であり、勲の計画を父・飯沼へ密告した歌人・鬼頭槙子や、その弟子・椿原夫人、ドイツ文学者・今西康らがいた。しかし、本多が一番待ち望んでいた客は日本に留学して来た18歳のジン・ジャンであった。
5年前の1947年（昭和22年）に本多は、皇族の籍を失った洞院宮治典王が開業した骨董屋で、かつて学習院の寮でシャム（タイ）の王子・ジャオ・ピーが紛失した初代・月光姫の形見の指環を発見して買い取り持っていた。これを日本に留学している二代目の月光姫（ジン・ジャン）に渡すため、本多は別荘に彼女を招くが、その日、姫は来ず、十日以上経って漸く東京で会うことができた。幼い時、勲の生まれ変わりだと主張していたことを何も憶えていないとジン・ジャンは言う。美しく官能的に成長した姫に本多は魅了され、年齢不相応の恋心を抱く。そして、ジン・ジャンに執心し翻弄され、別荘のプールに招いた彼女の脇腹に黒子が無いことを確かめた。その夜、本多は別荘の部屋に泊まったジン・ジャンを覗き穴から覗くが、そこに見たものは、慶子と裸で抱き合う同性愛（レズビアン）行為の最中の光景だった。そして、その脇腹には3つの黒子があった。驚いていたのもつかの間、やがて別荘が火事になり、別の部屋に泊まっていた今西と椿原夫人が死亡してしまう。帰国したジン・ジャンもその後、消息を絶ってしまった。
15年後の1967年（昭和42年）、73歳の本多は米国大使館に招かれ、その晩餐会の席上でジン・ジャンにそっくりの夫人に会う。その夫人はジン・ジャンの双生児の姉であり、妹は20歳の時に庭でコブラに腿を噛まれ死んだと本多に告げる。

### 登場人物
第一部
本多繁邦（47 - 51歳）
第三巻・第一部の主人公。弁護士の仕事でバンコックに行き、薔薇宮で勲の生まれ変わりと思える幼いタイの王女と対面する。
ジャントラバー姫（ジン・ジャン）（7歳）
タイの王女・月光姫。パッタナディド殿下（ジャオ・ピー）の末娘。殿下は娘に、かつて死に別れた恋人の名を付けた。ジン・ジャンは勲の過去世を憶えている。
菱川
タイでの通訳兼案内人。芸術家崩れ。依頼人の五井物産の経費で贅沢な朝食やワインを飲み食いする。本多に嫌われる。
蓼科（95歳）
元・綾倉家の聡子付きの女中。旧松枝邸の焼跡の敷地で、本多と偶然会い、生卵をもらう。
第二部
本多繁邦（58歳。73歳）
第三巻・第二部の主人公。弁護の仕事で成功し、御殿場に別荘を建てる。ジン・ジャンの肉体見たさにプールや覗き穴を作る。
ジャントラバー姫（ジン・ジャン）（18歳）
成長と共に過去世の記憶がなくなる。美しく官能的になり本多を魅了する。本多がプールで見たときは黒子が無かったが、部屋で覗いたときは脇腹に3つの黒子があった。
久松慶子（49歳）
本多の別荘の隣人で本多の友人となる。離婚経験のある有閑婦人。包容力のある性格で日本人離れした体格。のちに同性愛者とわかる。
本多梨枝
本多の妻。腎臓の持病がある。ジン・ジャンと夫との仲を疑い嫉妬するが、慶子には嫉妬しない。
鬼頭槇子（52、3歳）
歌人。かつて勲の計画を飯沼に密告した勲の恋人。自分の目の前で、椿原夫人と今西が性行為をするのを観察する。
椿原夫人（52、3歳）
鬼頭槇子の弟子。戦争で亡くした息子・曉雄のことばかり口にする。
今西康（40歳くらい）
ドイツ文学者。今西証券の次男坊で裕福な独身生活を送っている。蒼白な長身で神経質な顔立ち。小ばかにしていた椿原夫人と深い仲となり心中する。
新河元男爵（73歳）
老いてもパーティー好きだが、その皮肉に毒がなくなる。
新河夫人・訽子
老いてますます自分のことしか語ろうとしない。
飯沼茂之（63歳）
勲の父。終戦直後に自刃を試み失敗した傷を本多に見せに来る。生活に困窮し、2年前にみねと離婚する。
志村克己（21歳）
慶子の甥。慶応大学生。本多がジン・ジャンの裸体見たさに、慶子に依頼し呼んだ手の早い軽薄な青年。
ジン・ジャンの双生児の姉（33歳）
ジン・ジャンとよく似ている。米国大使館の晩餐で本多に会い、ジン・ジャンの死を知らせる。

### おもな刊行本
- 『暁の寺（豊饒の海・第三巻）』（新潮社、1970年7月10日） NCID BN04808436
  - 装幀：村上芳正。布装（赤絹装）。貼函。紫色帯。341頁。帯（裏）に三島の『小説とは何か』より抜粋された「読者へ」と題した文章。
  - ※ 私家限定本（総革装。天金。見返しマーブル紙使用）4部あり。
- 文庫版『暁の寺（豊饒の海・第三巻）』（新潮文庫、1977年10月30日。改版2002年11月15日）
  - カバー装幀：池田浩彰。解説：森川達也
  - ※ 改版2002年より、カバー改装：新潮社装幀室
- 新装版『暁の寺（豊饒の海〈三〉）』（新潮社、1990年9月10日）
  - 装幀：菊地信義。紙装。筒函。函（裏）に島田雅彦、田中美代子による作品評。
- 英文版『Temple of Dawn―The Sea of Fertility』（訳：Cecilia Segawa Seigle、D.E. Saunders）（Knopf、1973年10月。他多数）

## 第四巻・天人五衰
執筆期間は1970年（昭和45年）5月から同年11月まで。
三島は最終巻の取材のため、1970年（昭和45年）5月に清水港、駿河湾を訪れ、5月末頃に題名を〈天人五衰〉に決めた。

### あらすじ
時代は1970年（昭和45年）から1975年（昭和50年）夏まで。
76歳となった本多はすでに妻を亡くし、67歳の久松慶子と気ままな旅をしたりして暮していた。本多は、天人伝説の伝わる三保の松原に行った折、ふと立ち寄った清水港の帝国信号通信所で、そこで働く聡明な16歳の少年・安永透に出会う。彼の左の脇腹には3つの黒子があった。本多は透を清顕の生まれ変わりでないかと考え、養子にする。そして英才教育や世間一般の実務マナーを施し、清顕や勲のような夭折者にならないように教育する。しかし本多は、透の自意識の構造が自分とそっくりなのを感じ、本物の転生者ではないような気もした。透は次第に悪魔的になっていき、養父・本多が決めた婚約者の百子を陥れて婚約破棄にする。東大に入学してからは80歳の本多にも危害を加えるようになった。
透に虐待されるストレスから本多は、20年以上やっていなかった公園でのアベック覗き見を再びしてしまい、警察に取り押さえられ、その醜聞が週刊誌沙汰になる。これを機に透は、本多を準禁治産者にしようと追い込み、自分が本多家の新しい当主として君臨しようと企む。見かねた久松慶子が透を呼び出した。そして、本多が透を養子にした根拠の3つの黒子にまつわる転生の話をし、あなたは真っ赤な贋物だとなじる。慶子は、あなたがなれるのは陰気な相続人だけと透を喝破する。自尊心を激しく傷つけられた透は、本多から清顕の夢日記を借りて読んだ後、12月28日に夢日記を焼いて服毒自殺を図り、未遂に終わったものの失明してしまう。21歳の誕生日の数か月前のことだった。事情を知った本多は慶子と絶交した。
翌年の3月20日の21歳の誕生日を過ぎたが、透は大学をやめ、点字を学んで穏やかに暮らしていた。性格は一変し、狂女・絹江と結婚して彼女のなすがままに、頭に花を飾って天人五衰のようになっていた。やがて、絹江に妊娠の兆候が現れた。一方、本多は自分の死期を悟り、60年ぶりに奈良の月修寺へ、尼僧門跡となった聡子を訪ねるのであった。だが、門跡になった聡子は、清顕という人は知らないと言う。門跡と御附弟は本多を縁先に導く。夏の日ざかりのしんとした庭を前にし、本多は何もないところへ来てしまったと感じる。

### 登場人物
安永透（16 - 21歳）
第四巻の主人公。中学卒業後、清水港で通信員をしている。3つの黒子があるので、本多が、清顕、勲、ジン・ジャンの生まれ変わりだと信じて養子にする。20歳の時、自殺未遂し盲目となる。
本多繁邦（76 - 81歳）
妻に先立たれ、慶子と行った旅先で、転生者らしき透を見つけ養子にする。
久松慶子（67 - 72歳）
本多の友人。透に本多の秘密を教える。そのため、本多から絶交される。
古沢（21歳）
透の家庭教師の東大生の一人。透に親切にしていたが、左翼思想を透に見抜かれ密告される。
浜中繁久（55歳）
東北の旧藩主出身。領地の地方銀行の頭取をしている。
浜中栲子
浜中繁久の妻。大名華族出で、太ってぞんざい。
浜中百子（18歳）
透と同じ歳の美しい娘。両親の勧めで透の許婚となるが、透に陥れられ婚約破棄にされる。
汀（25、6歳）
百子を傷つけるために透に利用された童貞喰いの女。
絹江（21 - 26歳）
自分を美しいと思っている狂女。透が清水港で通信員をしている時からの知り合い。透が心を許している数少ない人物。のちに盲目となった透と結婚し、妊娠する。
月修寺門跡（綾倉聡子）（83歳）
本多が訪ねて来て昔話をしても、清顕を知らないと言う。
月修寺御附弟（まだ若い）
門跡の手を引き、本多を縁先に導く。

### おもな刊行本
- 『天人五衰（豊饒の海・第四巻）』（新潮社、1971年2月25日） NCID BN04808549
  - 装幀：村上芳正。カバー画：三島瑤子。布装（紺絹装）。貼函。青銀色帯。271頁
  - 付録・対談：佐伯彰一、村松剛「認識と行動と文学―『豊饒の海』四部作をめぐって」
  - ※ 私家限定本（総革装。天金。見返しマーブル紙使用）4部あり。
- 文庫版『天人五衰（豊饒の海・第四巻）』（新潮文庫、1977年11月30日。改版2002年9月20日）
  - カバー装幀：池田浩彰。解説：田中美代子
  - ※ 改版2002年より、カバー改装：新潮社装幀室
- 新装版『天人五衰（豊饒の海〈四〉）』（新潮社、1990年9月10日）
  - 装幀：菊地信義。紙装。筒函。函（裏）に四方田犬彦、エドワード・G・サイデンステッカー（訳：安西徹雄）による作品評。
- 英文版『The Decay of the Angel ―The Sea of Fertility』（訳：エドワード・G・サイデンステッカー）（Tuttle、1974年。他多数）

## 文壇の反響
『春の雪』『奔馬』の刊行後の反響については、否定的なものも多少混ざっているが、概ねは好意的なものが多い。批判的なものとしては、森川達也が、作品が「荒唐無稽」だとし、北村耕は、作品に込められている「天皇崇拝思想」を批判している。
肯定的なものは、桶谷秀昭、福田宏年、奥野健男、佐伯彰一、阿川弘之、村上一郎、高橋英夫が、現代に対する挑戦、三島美学の集大成という受け止め方で、野口武彦は、『豊饒の海』を「三島由紀夫氏の『失われた時を求めて』である」と評し、三島は日本文学の遺産である「物語」を選択したと解説している。
中でも澁澤龍彦は、「戦後文学最高の達成」とした上で、そこでは「行動と認識をいかに一致させるかの問題」が作品構成の動機になって、本多は「行動という危険な領域に惹かれつつ、その一歩手前で踏みとどまる小説家の営為」を象徴的に体現している人物と説明し、三島が中村光夫との対談で、〈自分の小説はソラリスムというか、太陽崇拝というのが主人公の行動を決定する、太陽崇拝は母であり天照大神である。そこへ向っていつも最後に飛んでいくのですが、したがって、それを唆すのはいつも母的なものなんです〉 と述べていたことに触れながら、無意識の特性を持つ女（太陽）が男の「悪の芽を育て、悪を唆す」という存在でもある面を鑑みて、勲が死ぬ時に体内に太陽が入り込み、次回に女に転生するのは偶然ではなく、物語の論理的必然であると解説している。
川端康成は、『春の雪』『奔馬』を読み、「奇蹟に打たれたやうに」感動、驚喜して、『源氏物語』以来の日本小説の名作と思ったとし、以下のように高評価している。
『暁の寺』の刊行後には、文壇全般的な受け取られ方は芳しくはないが、佐伯彰一や池田弘太郎は、認識者の世界攻略のドラマという主題を看取し、田中美代子や磯田光一は、本多とジン・ジャンの関係性を「密通」「エロスの弁証法」と見なすことにより、認識の孕む生の豊饒さへの回路について言及している。
三島の自死による『天人五衰』刊行後には、磯田光一や田中美代子が、『豊饒の海』の前半では心情の純化や生の極限が描かれ、後半は認識者・本多が主人公となり、その結末は三島の死と表裏の関係があるとし、粟津則雄は、死の主題への偏執や、個人を越えた全体への志向を指摘している。
澁澤龍彦や奥野健男は、『天人五衰』で、三島を襲ったニヒリズムの露呈を指摘している。澁澤龍彦は、末尾の夏の日ざかりを終戦の日の風景だと指摘し、以下のように評している。

## 作品評価・研究
謎の多い『豊饒の海』への論究は非常に膨大な数があり、様々な観点から研究論がなされている。三島の他の作品との共通点を探る比較論的なもの、典拠となった『浜松中納言物語』との比較論や、作品世界の構造を論じたナラトロジー的なもの、『竹取物語』や『源氏物語』と重ねる研究論、個別の作中人物（本多、清顕、勲、ジン・ジャン、透、聡子、みね、蓼科、鬼頭槇子）の行動や内面を探ったもの、誰が贋物の転生者であるかを探ったもの、輪廻転生と唯識論の宗教論的な観点からのもの、結末部の解釈を巡っての解釈論、日本の近代史などの歴史や社会的な背景（神風連、二・二六事件や天皇）との相関関係から論じたもの等々、多岐にわたって論究されている。
奥野健男は、最終巻『天人五衰』の終り方が、三島の初刊行小説『花ざかりの森』の終結部で老婦人が、〈どこへ行つてしまひましたやら。あんなものずきなたのしい気分。……わたくしのどこかにでも、そんなものがのこつてゐるやうにおみえでせうか〉と言った後に、客人を庭に案内し、〈生がきはまつて独楽の澄むやうな静謐、いはば死に似た静謐ととなりあはせに。……〉という末尾と酷似していることを指摘している。奥野は「三島由紀夫の文学の華やかで激しい三十年は、同じ空夢の幻影から空夢の幻影への夢のまた夢というであったのであろうか。それが真の文学というものなのかもしれない」と述べている。
井上隆史は、三島の自死の日が、『仮面の告白』の起筆日の日付と同じことに着目し、『仮面の告白』の執筆動機が、〈私が今までそこに住んでゐた死の領域〉を超克することで、〈飛込自殺を映画にとつてフィルムを逆にまはすと、猛烈な速度で谷底から崖の上へ自殺者が飛び上つて生き返る〉ような〈生の回復術〉だと三島が位置づけていたことから、以下のように論考している。
佐伯彰一は、三島が「純粋情念こそ歴史をふみこえ、時間をのりこえ得るという思念」に繰り返し心惹かれていた作家であったことを鑑みて、『豊饒の海』の「時間の流れ」自体の定着に三島の意図はなく、むしろ「時間から脱け出し、時間を超えること」に三島の的があり、「時間の超克、棄却」が目指されていたとし、「近代小説の大前提と常識に向って正面切った反抗をくわだてた作品」で、「三島流の壮大な反・小説の試み」がなされていると解説している。
柴田勝二は、『金閣寺』や『憂国』『英霊の聲』など三島文学には、主人公を行動に駆り立てる「他者的な精神や霊魂的な浸透」や、「別個の人間間で、その精神や魂が憑依する関係性」があるとし、『春の雪』の煮え切らなかった清顕が、聡子への強い恋情を自覚する「変身」も、「烈しい恋愛者の霊魂が入り込んだ」場面だと考察し、その〈みやび〉の烈しさや荒々しさは、倭建命や王朝貴族に底流し、〈非常の時には、「みやび」はテロリズムの形態をさへとつた〉 という三島が『文化防衛論』で言及している意識と同じだと解説している。
また、『サド侯爵夫人』にも見られるように、三島が作中の年や日時にメッセージを込める傾向を鑑みながら、聡子と皇族の婚約の勅許が下るのが5月15日で、清顕が月修寺の聡子を訪れる日に雪が降り、2月26日だという、「五・一五事件」と「二・二六事件」との連携性を柴田は考察し、転生する主人公たちの寿命が〈二十歳〉であるのは、伊勢神宮の式年遷宮が20年ごとに行われるという神道的な意味合いで、三島が『文化防衛論』で展開している、〈いつも新たに建てられた伊勢神宮がオリジナルなのであつて、オリジナルはその時点においてコピーにオリジナルの生命を託して滅びてゆき、コピー自体がオリジナルになる〉 という関係性がそこに反映されているとし、本多が勲を見て〈清顕がよみがへつた！〉と感銘するのは、清顕が勲に「再生」していることの表われだと柴田は解説している。
そして『天人五衰』の入稿日と自決の11月25日の意味については、「昭和天皇が摂政に就任した日」という安藤武の考察と、松本健一の「（三島が）じぶんだけの〈美しい天皇〉を抱きしめ、その〈美しい天皇〉の歌をもはや誰にも歌わせまいとして、一人あの世へと走り去ってしまったのではないか」という考察 を敷衍しながら、「時代への抗議」と共に三島が、昭和天皇が事実上〈神〉になった日に自決することで、人間天皇の代りに自らが「〈神〉の連続性」を掴んで、「神になる」行為であったとし、自国の主体性がなくなった時代背景を基調に書かれた最終巻の意味について柴田は以下のように論考している。
松本徹は『天人五衰』の最終場面について、生まれ変わりの連鎖にずっと立ち会い、それに囚われてその連鎖から脱け出せない本多と、輪廻の連鎖から逃れたところの解脱の立場にいる聡子が「向き合っている」ということが肝心だとし、最後の〈何もない。記憶もなければ何もないところ〉は、「世界すべて消えるのではなく、輪廻の一つの輪が終わろうとしているところ」だと説明しながら、そこには「輪廻する生を根底で成り立たせているところのものが、露わになっている」と解説し、以下のように論じている。
佐藤秀明は、この松本の論を敷衍しながら、本多の自意識の〈悪〉（直接手を下さずに世界を〈虚無〉に陥れる）についても考察し、本多が聡子に再会しようとしたのは、聡子から世界を肯定されることで、「その時本多の自意識は、世界を無に陥れようと図っていた」とし、以下のように論じている。
宮崎哲弥は、第三部『暁の寺』でさかんに説かれている仏教は「中観ではなく、唯識仏教」だとして、「（阿頼耶識を個我の根本識、対象世界の諸法の根本因と看做す）唯識説が仏教哲学の精華として礼賛されて」いるとし、ナーガセーナの見解も「不徹底な立場と決めつけられている」と批判しつつ、「かかる仏教観が、そっくり三島自身のものでもあったとしたら、彼の仏教理解は、極めて浅薄なものであったと断ぜざるを得ない」としている。
小室直樹は、第三部『暁の寺』について、「仏教のエッセンスは、ここにつきていると言ってよい」とし、三島が『ミリンダ王の問い――インドとギリシャとの対決』の一節を説明して、〈ナーガセーナ長老は、はるかはるか後世になつてイタリアの哲学者が説いたのとほとんど等しく、《時間とは輪廻の生存そのものである》と教へるのであつた〉と導いてゆく件りについて、以下のように評している。
また小室は、第四部『天人五衰』冒頭で三島が海の波を描き「万物流転」を表現していることについても、「仏教における因縁のダイナミズムを、これほど見事に表現した文章をほかに知らない」と評している。

## 謎
『豊饒の海』は、多様な解釈を誘うような細部の仄めかしがあったり、嘘をつく人物がいたり、物語自体が本多の認識にすぎなかった、あるいは、転生者が贋物ではないか、など様々な読み方が可能で、謎に満ちている作品である。
例えば、勲の母・みねが息子の顔を見て、〈飯沼と似てゐるやうでもあり、似てゐないやうでもある〉と思う場面など、勲の実父が松枝侯爵でもある可能性が仄めかされ、ジン・ジャンの死亡日が明確でなく確認できないこと、また、安永透は天人の死を意味する〈天人五衰〉となっていくため、本物の可能性もあると佐藤秀明は解説している。
作中では、安永透は贋者だと久松慶子（本多の友人）が断定しているが、村松剛によると、作者の三島は、透が贋者か本物かは分かりにくく不明にしているとテレビで述べていたという。また村松剛は、透が作中（第13章と第5章）で〈光明があり、閃光が走つた〉記憶（『奔馬』で勲の瞼の裏に昇った〈日輪〉）と、自分がそこから来たと確信する〈薔薇いろに花ひらいた幻の国土〉（『暁の寺』のタイ）という2度の過去世を見ていることと、第24章の透の手記で、ある雪の日に窓から外を眺めている中で、老人が落した鴉の屍骸が〈女の鬘のやうにも思はれ出した〉と書いてある描写に触れ、この光景は『春の雪』で剃られた、聡子の髪の幻（前世の記憶）を見たということだと解読している。鴉の屍骸のようなものを落すこの老人は、話の筋と無関係に唐突に出てくるが、この黒いベレー帽の老人が、本多が公園で覗きをする箇所でも出てくることが指摘されている。
作中において、この黒いベレー帽の老人が誰で何を意味しているのかは不明であるが、柏倉浩造は、この人物は未来の三島本人であると憶測し、ヒッチコックのように登場させていると解釈している。また柏倉は、本多の瞼から飛翔した三羽の黒い鳥や、三つの黒いほくろ、鬘のような黒い鴉の死骸、清顕や勲が猟銃で鳥を撃つ場面や、今西と椿原夫人が〈黒いレエスのブラジャー〉を拾って捨てる場面などを関連させて意味を考察している。

## エピソード
三島が取材のために京都・奈良の尼寺を歴訪し、ある尼寺で高齢の尼門跡に会ったときに、『春の雪』がどんな筋かと聞かれて、「宮様の許婚になった恋人を犯して妊娠させ、そのため恋人は剃髪遁世し、自分は病歿する青年の話」だと答えると、その尼僧が三島をじろじろと疑わしげに見つめて、「どこでそれをおききになりました？」と言い、逆に三島の方がびっくりし、自分の純然たる創作だと尼僧に言ったが信じてもらえなかったという。この寺は、三島の創作ノートなどから林丘寺ではないかと村松剛は推察している。
単行本の『奔馬』のカバーには、神風連の副首領加屋霽堅の墨書を基としたものが使われているが、これは三島が捜して選んだものである。三島は担当編集者の小島千加子に、『暁の寺』の刊行後、「君は三巻までの装幀のうちでどれが一番好きかい？ どれもいいね。……だけど僕は二巻が好きだねえ」と言ったとされ、神風連の志士が数多のこした書のなかから、三島が加屋の遺墨を選んだことに、この書と『奔馬』への愛着がうかがえる。荒木精之でさえその所在を知らない、その加屋の遺墨「長刀賦」を三島がどうやって入手したかは今なお謎だという。
原文は漢詩で、その読み下し文は
力を中原に致し、自ら習労す
此生、何ぞ惜しまん、鴻毛に附するを
雲霧を破除する、豈、日無からんや
磨励、霜は深し、偃月刀
三島の辞世の二首のうちの一首、〈益荒男が たばさむ太刀の 鞘鳴りに 幾とせ耐へて 今日の初霜〉は、加屋霽堅のこの漢詩の最終行をふまえていることが見てとれるという。荒木精之は三島から贈られた『奔馬』のカバーを見て「おや」と驚き、売れる、売れない、といったことはどうでもよいという「真剣な態度」がこのカバーから窺われるとし、それだけに三島が神風連にいかに傾倒しているかが伝わってくるように感じられたと以下のように語っている。

## 舞台

### 全巻
- 2018 PARCO PRODUCE“三島×MISHIMA”『豊饒の海』第一部「春の雪」第二部「奔馬」第三部「暁の寺」第四部「天人五衰」
  - 2018年（平成30年）11月3日 - 5日 東京・紀伊國屋サザンシアター TAKASHIMAYA（プレビュー公演）、11月7日 - 12月12日 同所（本公演）、
12月8日 - 9日 大阪・森ノ宮ピロティホール
  - 演出：マックス・ウェブスター（ロンドンの「オールド・ヴィック・シアター」のアソシエイト・ディレクター）。脚本：長田育恵（てがみ座）
  - 出演：東出昌大（清顕）、宮沢氷魚（勲）、上杉柊平（透）、大鶴佐助、首藤康之、笈田ヨシ（本多）ほか

### 春の雪 (舞台)
- 『春の雪』東宝 現代劇特別公演
  - 1969年（昭和44年）9月4日 - 12月27日 東京・芸術座
  - 脚色：菊田一夫。演出：菊田一夫、平山一夫。美術：朝倉摂。照明：穴沢喜美男。音楽：中能島欣一。振付：藤間大助。効果：吉田美能留。制作：岸井良衛
  - 出演；市川染五郎（のちの松本白鸚）、佐久間良子、一の宮あつ子、内山恵司、志村喬、ほか
  - ※ 当初は10月29日までの予定だったが延長公演。三島が公演プログラムに寄稿している。
- 『春の雪』松竹 三島由紀夫作品連続公演 II
  - 1973年（昭和48年）1月3日 - 28日 東京・日生劇場
  - 脚色・演出：川口松太郎。演出；戌井市郎。美術：古賀宏一。照明：相馬清恒、沢田祐二。音楽：藤井凡大。効果：辻亨二。舞台監督：岩村久雄。制作：寺川知男、竹崎龍之介
  - 出演；佐久間良子、市川海老蔵（のちの市川團十郎）、丹阿弥谷津子、神山繁、加藤治子、南美江、北城真記子、ほか
  - ※ 1973年（昭和48年）5月、ビクターより舞台録音のLPレコード発売。
- 『春の雪』松竹 市川海老蔵 酒井和歌子初顔合せ公演
  - 1979年（昭和54年）3月3日 - 26日 京都・南座
  - 脚色・演出：川口松太郎。演出；戌井市郎。美術：古賀宏一。照明：相馬清恒、吉野博。音楽：藤井凡大。効果：辻亨二。舞台監督：遠藤宣彦、竹柴規雄。制作：寺川知男、橋本幸喜
  - 出演；市川海老蔵（のちの市川團十郎）、酒井和歌子、辻萬長、久米明、丹阿弥谷津子、内田稔、ほか
- バウ・ミュージカル『春の雪』
  - 2012年（平成24年）10月11日 - 22日 宝塚バウホール、10月31日 - 11月5日 東京・日本青年館
  - 脚本・演出：生田大和
  - 出演：明日海りお、ほか宝塚月組
- 『春の雪〜禁断の恋、聡子〜』
  - 2013年（平成25年）11月19日 - 22日 三越劇場、
  - 11月26日 兵庫県立芸術文化センター、12月3日 名古屋能楽堂、12月15日 - 16日 りゅーとぴあ新潟市民芸術文化会館能楽堂
  - 演出：石井ふく子。上演台本：笹部博司。音楽・演奏：藤原道山
  - 出演：若尾文子、三田村邦彦

## テレビドラマ
- おんなの劇場『春の雪』（フジテレビ）
  - 1970年（昭和45年）2月27日 - 4月3日（全6回） 毎週金曜日 21:30 - 22:26
  - 脚色：大野靖子。演出：大野木直之。時代考証：坊城俊民
  - 出演：吉永小百合、市川海老蔵（のち12代 市川團十郎）、乙羽信子、山形勲、観世栄夫、高橋長英、露口茂

## 映画

### 春の雪 (映画)
- 『春の雪』 2005年（平成17年）公開
  - 監督：行定勲。脚本：伊藤ちひろ、佐藤信介。企画：藤井浩明・三島威一郎（本名：平岡威一郎）
  - 主演：妻夫木聡（松枝清顕）、竹内結子（綾倉聡子）、高岡蒼甫（本多繁邦）、若尾文子（月修寺門跡）、ほか

### 奔馬 (映画)
- 『Mishima: A Life In Four Chapters』 1985年（昭和60年） 日本未公開
  - 製作会社；フィルムリンク・インターナショナル、アメリカン・ゾエトロープ、ルーカスフィルム
  - 監督：ポール・シュレイダー。音楽：フィリップ・グラス。美術：石岡瑛子
  - 出演：永島敏行（飯沼勲）、勝野洋（堀中尉）、根上淳（蔵原武介）、井田弘樹（井筒）、誠直也（剣道教師）、池部良（尋問官）、ほか
  - ※ 第3部「行動（action）」内で、一部分の挿話とクライマックスのみを映像化。

## 漫画
- 『春の雪』（主婦と生活社、2006年2月／中公文庫コミック版、2008年3月）
  - 脚本・構成：池田理代子。画：宮本えりか

## 派生作品・その他
- フランシス・フォード・コッポラは、自身の監督作品である映画『地獄の黙示録』の撮影フィルムの編集作業の期間中、『豊饒の海』全巻を読み続けた[75][76][注釈 11]。第三巻『暁の寺』を読んだ数か月後の1978年10月、エンディングの追加撮影が決り、カーツ大佐が殺されるシーンと儀式の生贄で水牛が殺されるシーンが交錯する編集になるように工夫が凝らされた[77][78]。

- 島田雅彦は、蝶々夫人の4代100年にわたる末裔たちの非劇的な恋愛物語を描いた小説『無限カノン三部作』（『彗星の住人』『美しい魂』『エトロフの恋』）を、『豊饒の海』を意識して書いたものと述べている[79]。『無限カノン三部作』のエピグラフは、『春の雪』の松枝清顕の断末魔の言葉「今、夢を見ていた。又、会うぜ。きっと会う。滝の下で」が使用されている。

- 晩年の市川雷蔵は、『春の雪』の舞台主演を強く希望していたが、病状悪化と逝去により実現することは叶わなかった[80]。

- 中上健次は、路地をモチーフとした貴種流離譚『千年の愉楽』の中で「天人五衰」と題する一篇を書いている。『千年の愉楽』と同系の作品である『奇蹟』、『異族』にも、『豊饒の海』からの影響が見られる[81]。

- 遠藤周作は、登場人物たちがガンジス川に向う『深い河』を書いているが、その宗教的なモチーフには、『暁の寺』で描かれたベナレスに触発されたものがみられる[81]。

## 全集収録
- 『三島由紀夫全集 18巻（小説XVIII）』（新潮社、1973年7月25日）
  - 装幀：杉山寧。四六判。背革紙継ぎ装。貼函。
  - 月報：村松剛「『天人五衰』の主人公は贋物か」。《評伝・三島由紀夫 3》佐伯彰一「二つの遺作（その2）」。《同時代評から 3》虫明亜呂無「『豊饒の海』について（その1）」
  - 収録作品：「春の雪」「奔馬」
  - ※ 同一内容で豪華限定版（装幀：杉山寧。総革装。天金。緑革貼函。段ボール夫婦外函。A5変型版。本文2色刷）が1,000部あり。
- 『三島由紀夫全集 19巻（小説XIX）』（新潮社、1973年8月25日）
  - 装幀：限定版と共に上記と同一
  - 月報：ドナルド・キーン「下田の一夜」。《評伝・三島由紀夫 4》佐伯彰一「二つの遺作（その3）」。《同時代評から 4》虫明亜呂無「『豊饒の海』について（その2）」
  - 収録作品：「暁の寺」「天人五衰」
- 『決定版 三島由紀夫全集 13巻 長編13』（新潮社、2001年12月10日）
  - 装幀：新潮社装幀室。装画：柄澤齊。四六判。貼函。布クロス装。丸背。箔押し2色。
  - 月報：織田紘二「最後の夏」、天野哲夫（沼正三）「三島氏と『家畜人ヤプー』」。［小説の創り方13］田中美代子「純潔の闇（「春の雪」「奔馬」）」
  - 収録作品：「春の雪」「奔馬」
- 『決定版 三島由紀夫全集 14巻 長編14』（新潮社、2002年1月10日）
  - 装幀：上記と同一
  - 月報：出口裕弘「なかなか終止符の打てない話」、神西敦子（神西清の娘）「三島夫妻と二つの亀」。［小説の創り方14］田中美代子「知性の反乱（「暁の寺」「天人五衰」）」
  - 収録作品：「暁の寺」「天人五衰」「『豊饒の海』創作ノート」